# Чив'яско
Чив'яско (італ. Civiasco, п'єм. Civiasch) — муніципалітет в Італії, у регіоні П'ємонт, провінція Верчеллі.
Чив'яско розташований на відстані близько 550 км на північний захід від Рима, 95 км на північний схід від Турина, 55 км на північ від Верчеллі.
Населення — 265 осіб (2014).
Щорічний фестиваль відбувається 4 травня. Покровитель — San Gottardo.

## Демографія
Населення за роками:

Станом на 1 січня 2023 року в муніципалітеті офіційно проживало 7 іноземців з 4 країн, серед них 5 громадян країн Євросоюзу.

## Сусідні муніципалітети
- Арола
- Чезара
- Мадонна-дель-Сассо
- Варалло